# Middelkerke
Middelkerke là một đô thị ở tỉnh Tây Flanders, bên bờ Biển Bắc, về phía tây của Ostend. Đô thị này gồm các thị trấn Leffinge, Lombardsijde, Mannekensvere, Middelkerke proper, Schore, Sint-Pieters-Kapelle, Slijpe, Westende và Wilskerke. Tại thời điểm ngày 1 tháng 1 năm 2006 Middelkerke có dân số 17.841 người. Tổng diện tích là 75,65 km² với mật độ dân số là 236 người trên mỗi km².